# Strömvallen

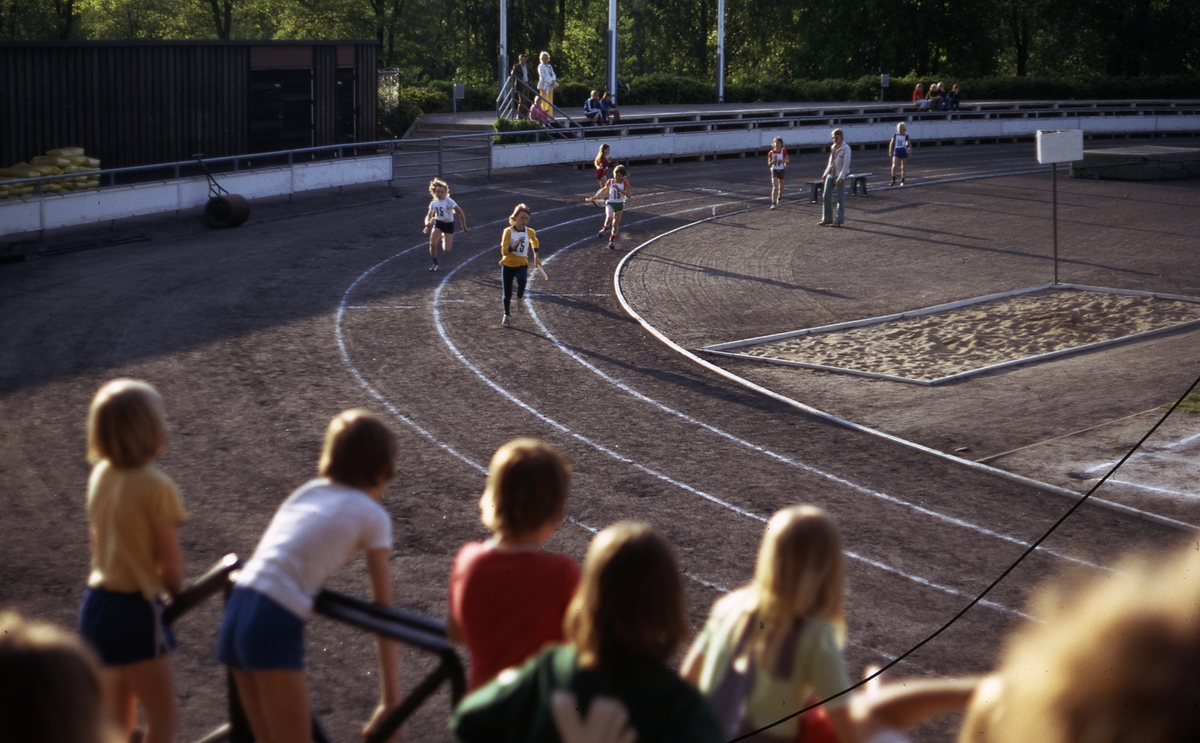
Svenska flaggans dag 6 juni 1973 på Strömvallen i Gävle. Foto: Torsten Röstlund

Strömvallen är en fotbollsarena i Gävle som var hemmaarena för Gefle IF Fotboll till maj 2015, då laget flyttade till Gavlevallen. Kapaciteten är 6 703 åskådare och underlaget är konstgräs. Strömvallen ligger vid Gavleån i stadsdelen Villastaden, mellan konserthuset och kulturhuset Silvanum. Numera används Strömvallen som fotbollsarena åt Gefle IF:s ungdomslag och läktarna på bägge kortsidor har tagits bort.

## Historia
År 1892 motionerades första gången om att en idrottsplats borde anläggas i staden, men det dröjde till september år 1900 innan stadsfullmäktige beslöt att upplåta de så kallade Mattonska vretarna på södra sidan av Gavleån, mitt för Stadsträdgården, till Gefle IF. År 1903 stod Strömdalens idrottsplats klar, med fotbollsplan, löparbanor för friidrott och bänkar för 400 åskådare.
De närmsta tio åren byggdes idrottsplatsen ut med läktare, plank, bättre löparbanor och omklädningsrum (med moderna duschar) och år 1915 anordnades SM i friidrott inför 5 000 åskådare. Strömdalen räknades då som Sveriges främsta idrottsplats efter Stockholms Stadion.
Under ledning av idrottsmannen och grosshandlaren Isaac Westergren genomfördes åren 1920–1923 en total ombyggnad av Strömdalen till en modern anläggning ritad av arkitekten Erik Vestergren. En namntävling utlystes och vid invigningen den 3 juli 1923 tillkännagavs det nya namnet, Strömvallen.
På 1940-talet tävlade flera av stadens brandmän för Gefle IF i löpning, däribland Olle Åberg, Ingvar Bengtsson, Gösta "Sågmyra" Bergkvist, Henry Eriksson och inte minst Gunder Hägg. En tävling med Gunder Hägg den 29 juli 1942 innehar fortfarande publikrekordet, 9 333 åskådare, och de fyra förstnämnda satte år 1949 det första (men inte det sista) världsrekordet på Strömvallen, 15.30,2 på distansen 4 x 1500 meter.
Vinteridrott i form av skridsko och bandy utövades på Strömvallen under åren 1920–1959; bland annat spelades här SM-finalen i bandy 1939 då IK Huge slog Nässjö IF. I mitten av 1960-talet byggdes läktarna ut, bland annat med begagnat material från Gävle isstadion som då avvecklades till förmån för Gavlerinken som stod klar 1967. Under 1970-talet och 1980-talet spelades några år allsvensk fotboll på Strömvallen med Brynäs IF och senare Gefle IF. När Gavlestadion stod färdig år 1984 togs löparbanorna bort och Strömvallen blev en renodlad fotbollsarena.
Vid VM i fotboll för damer 1995 spelades bronsmatchen på arenan, där USA vann med 2-0 över Kina. Förutom detta spelades fyra VM-matcher och Strömvallen blev därmed den nordligaste arenan som det spelats VM-fotboll på, en titel som dittills varit Jernvallens i grannkommunen Sandviken.

### Gefle IF flyttar
År 2013 meddelade Gävle kommun och Gefle IF avsikten att bygga en ny fotbollsarena på Sätraåsen, invid Gavlerinken Arena, till en kostnad av 130 miljoner kronor.  Detta efter att Gefle IF tvingats ansöka om dispens för att spela på Strömvallen säsongen 2014, efter att Svenska Fotbollförbundets arenakrav för svensk elitfotboll skärpts, och diskussioner om upprustnings- och utbyggnadsåtgärder övergetts. Den nya arenan, som döpts till Gavlevallen, invigdes maj 2015 och har en publikkapacitet på 6 500 personer.